# Otmarov
Otmarov je obec v okrese Brno-venkov v Jihomoravském kraji, v Dyjsko-svrateckém úvalu. Žije zde 398 obyvatel. Ve vzdálenosti sedm kilometrů leží severovýchodně město Šlapanice, dvanáct kilometrů severně statutární město Brno, šestnáct kilometrů východně město Slavkov u Brna, deset kilometrů jižně město Židlochovice a 22 kilometrů západně město Ivančice. Obcí protéká říčka Dunávka.

## Historie
Asi kilometr severně od současného Otmarova se kdysi nacházela osada Dunajovice, k jejímuž zániku došlo nejspíše v 15. století v důsledku požáru a následného moru. Posléze zde byl na Dunávce v tomto prostoru postaven rybník Dunava, jenž byl vypuštěn v sedmdesátých letech 18. století.
Otmarov byl založen roku 1783 proboštem rajhradského kláštera Otmarem Konrádem, po němž nese název. Nová obec vznikla na památku zaniklých Dunajovic a na přání císaře Josefa II. Během raabizace byly tehdy pozemky rajhradského dvora v místě rybníka rozparcelovány a získali je familianti. Prvními osadníky byli převážně Němci ze severovýchodních Čech.

## Obyvatelstvo
| Rok            | 1869 | 1880 | 1890 | 1900 | 1910 | 1921 | 1930 | 1950 | 1961 | 1970 | 1980 | 1991 | 2001 | 2011 | 2021 |
| -------------- | ---- | ---- | ---- | ---- | ---- | ---- | ---- | ---- | ---- | ---- | ---- | ---- | ---- | ---- | ---- |
| Počet obyvatel | 133  | 148  | 155  | 184  | 178  | 173  | 193  | 166  | 188  | 185  | 181  | 170  | 175  | 268  | 374  |
| Počet domů     | 22   | 24   | 25   | 30   | 33   | 33   | 40   | 40   | 43   | 47   | 49   | 51   | 58   | 86   | 114  |

Vývoj počtu obyvatel

## Obecní správa
Od 50. let 19. století do 60. let 20. století byl Otmarov obcí, zpočátku v okrese Hustopeče, posléze od roku 1949 do roku 1960 v okrese Židlochovice a od roku 1960 v okrese Brno-venkov. Od 60. let 20. století do 27. února 1990 patřil jako část obce k Rajhradicím a od 28. února 1990 je znovu obcí.

### Obecní symboly
Znak byl obci udělen rozhodnutím předsedy Poslanecké sněmovny Parlamentu České republiky dne 18. června 2003 a vlajka byla obci udělena rozhodnutím předsedy PSP ČR dne 7. října 2003.

## Pamětihodnosti
- Kaple svatého Otmara z roku 1883
- Kříž – z roku 1865
- Pomník padlých v první světové válce – z roku 1920
- Pomník k 220. výročí založení obce pochází z roku 2003, postavili ho na místě starého dřevěného kříže, přineseného z Opatova prvními osadníky.

## Galerie

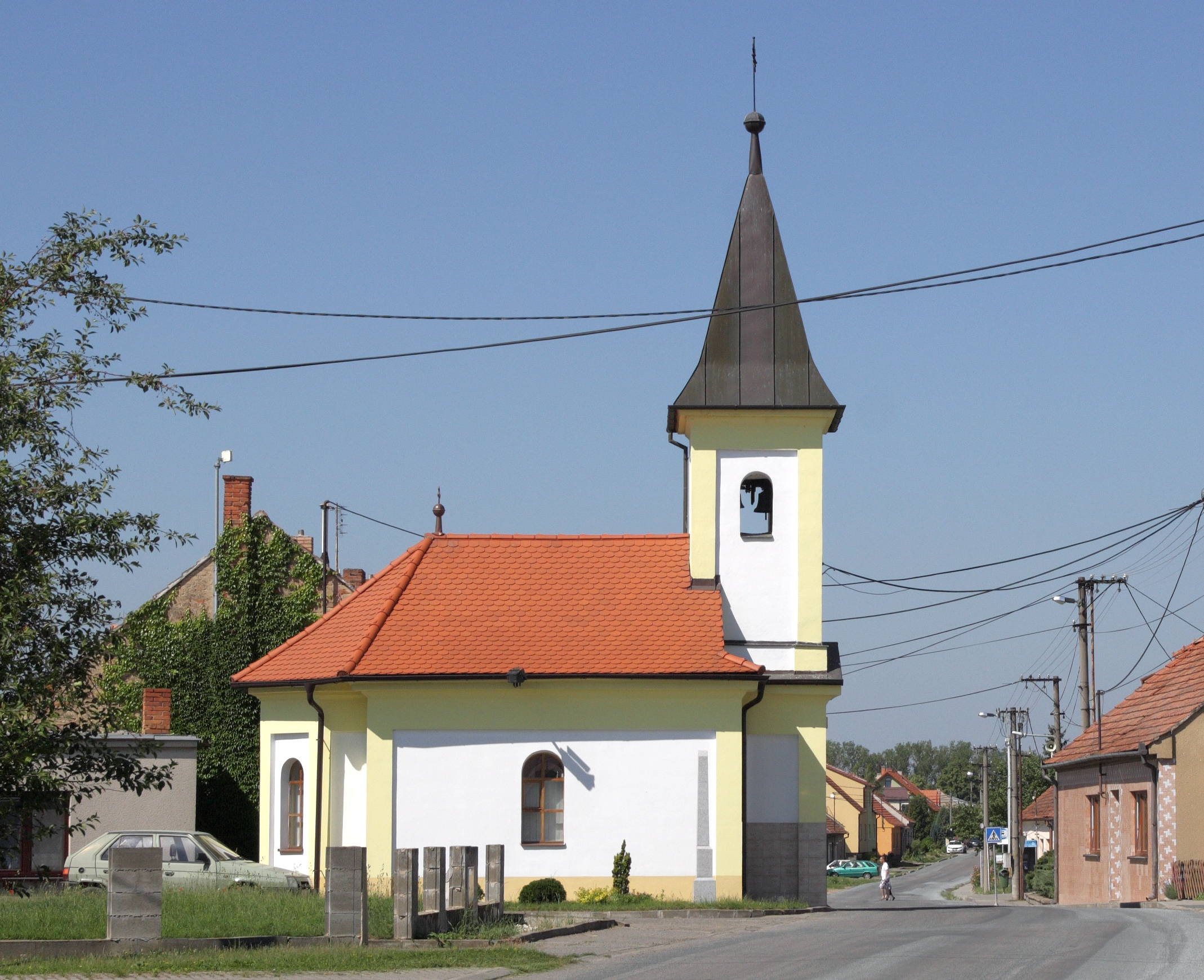
Kaple svatého Otmara
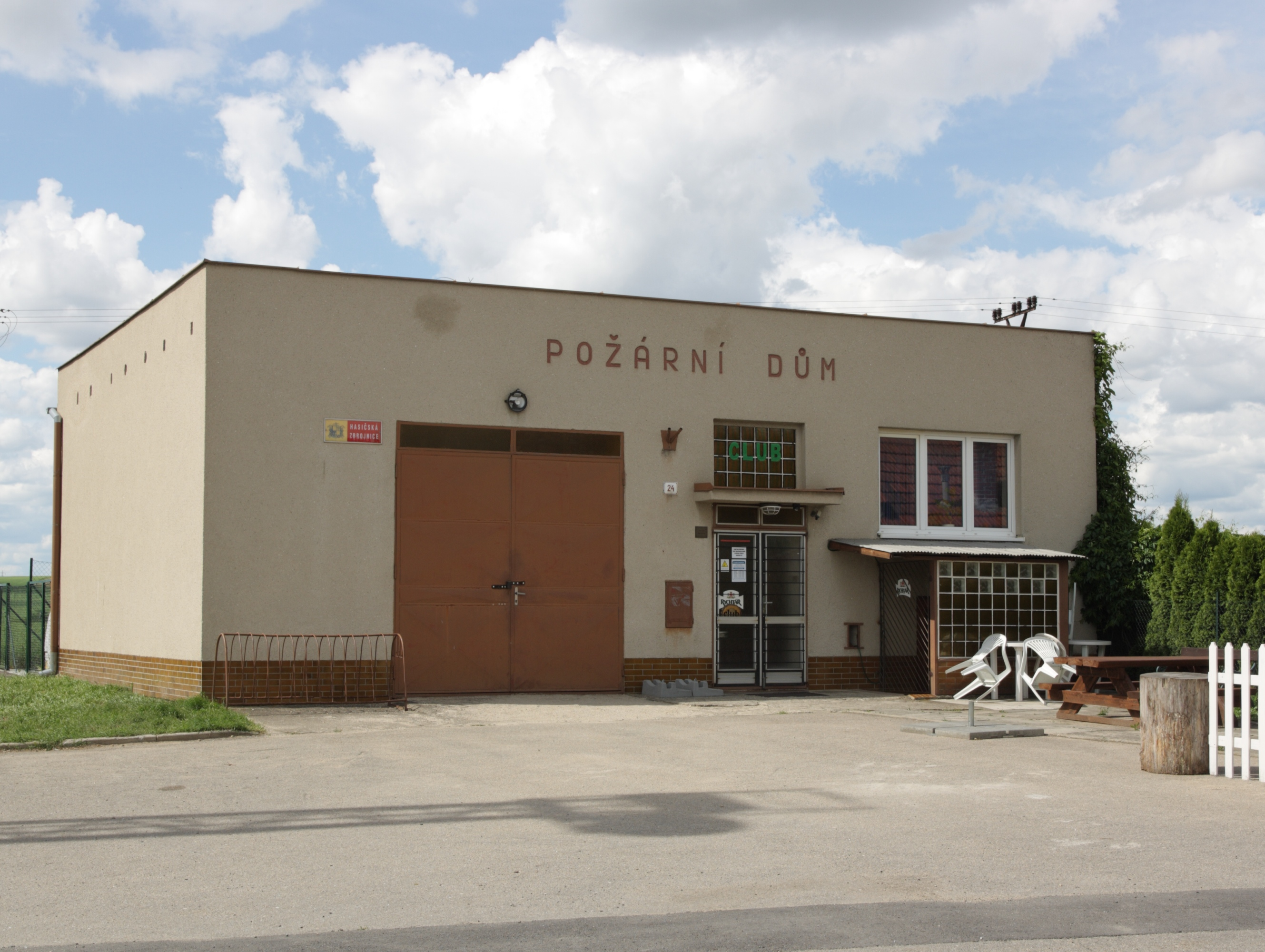
Hasičská zbrojnice
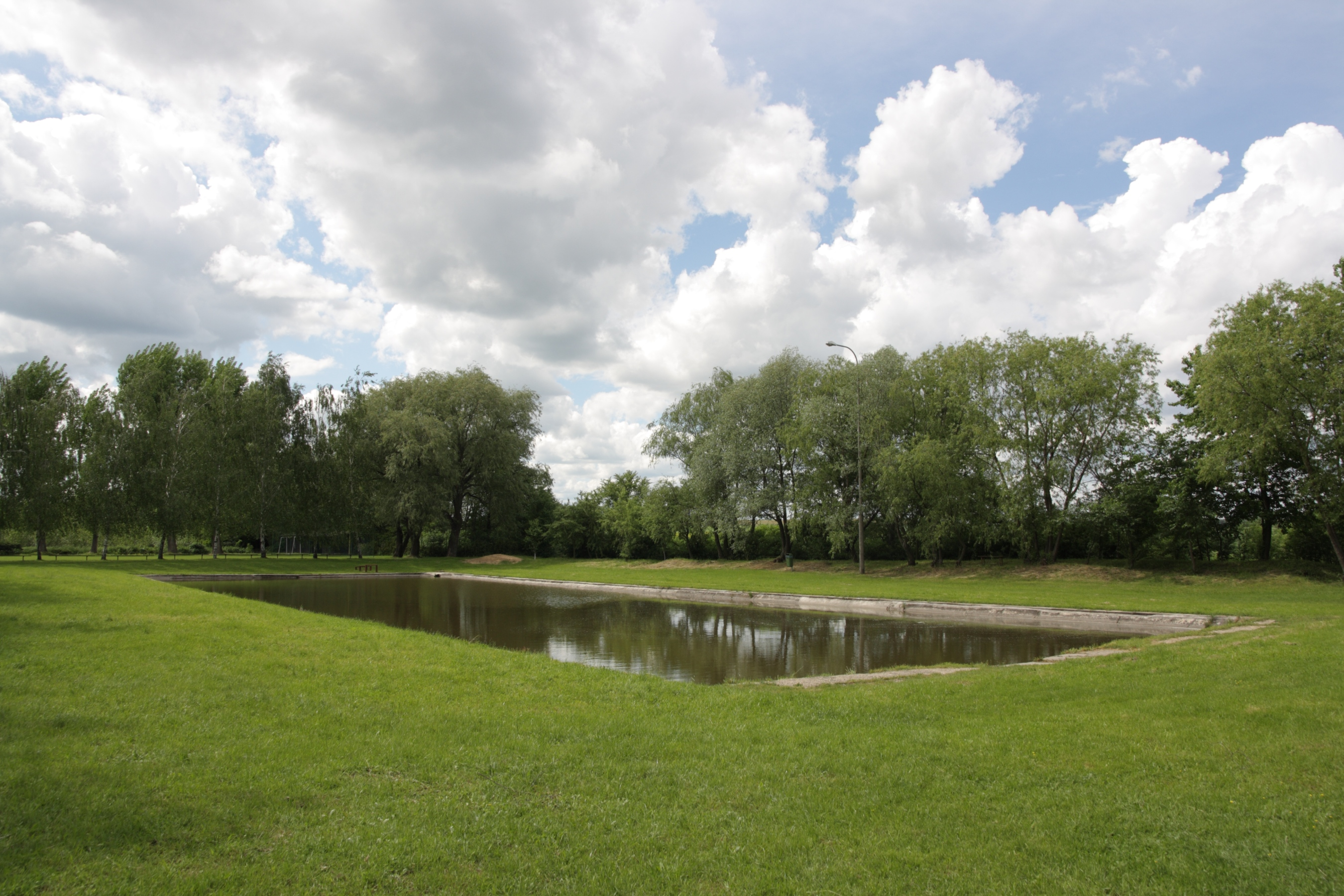
Nádrž